# Madžíd Abdulláh
Madžíd Abdulláh (* 1. listopadu 1958, Džidda) je bývalý saúdskoarabský fotbalista, známý pod přezdívkami Arabský klenot nebo Pouštní Pelé.
Narodil se v Džiddě, ale od dětství žil v Rijádu, kde jeho otec působil jako trenér v klubu Al Nassr FC. V tomto mužstvu odehrál Madžíd Abdulláh 22 sezón, získal s ním čtyři ligové tituly (1980, 1981, 1989 a 1995), čtyři vítězství v národním poháru (1981, 1986, 1987 a 1990) a prvenství v Asijském poháru vítězů pohárů 1998. V letech 1979, 1980, 1981, 1983, 1986 a 1989 byl nejlepším ligovým střelcem.
Za saúdskoarabskou fotbalovou reprezentaci odehrál 116 zápasů a dal v nich 71 branek. Byl členem vítězného týmu Mistrovství Asie ve fotbale 1984 a Mistrovství Asie ve fotbale 1988, získal druhé místo na Arabském poháru národů 1992 a reprezentoval také na olympiádě 1984 v Los Angeles. Jako kapitán vedl Saúdskou Arábii na Mistrovství světa ve fotbale 1994, kde tým při své historicky první účasti na MS překvapivě postoupil do osmifinále.
Anketu Asijský fotbalista roku vyhrál v letech 1984, 1985 a 1986, byl třetí v roce 1988 a druhý v roce 1989. V hlasování Mezinárodní federace fotbalových historiků a statistiků nazvaném Nejlepší fotbalista 20. století se umístil na 64. místě jako třetí nejlepší zástupce Asie.